# Laurence Skog
 (septembre 2018).
Laurence Edgar Skog est un botaniste américain, né le 9 avril 1943 à Duluth.

## Biographie
Il est le plus âgé des quatre enfants d’une famille de fermier. 

### Études
Il fait ses études à l’université du Minnesota où il obtient son Bachelor of Arts en botanique et en chimie en 1965. Il part alors faire un voyage d’herborisation au Mexique. Il entre à l’université du Connecticut à Storrs où il obtient en 1968 son Master of Sciences avec une étude du genre Coriaria de la famille des Coriariaceae. Il rencontre alors une étudiante, Judith E. Troop, avec laquelle il se marie en 1968.
Skog commence à étudier les Gesneriaceae à l’université Cornell. 
Pour conduire cette recherche, il visite de nombreux jardins botaniques. Il obtient son Ph. D. en 1972. Il travaille alors à l’université George Mason de Fairfax en Virginie. L’année suivante, il obtient un poste de conservateur au sein du département de botanique du National Museum of Natural History. Il mène de front son activité de chercheur et d’enseignant jusqu’à son départ à la retraite en 2003. Il est membre de diverses sociétés savantes dont la Société linnéenne de Londres.

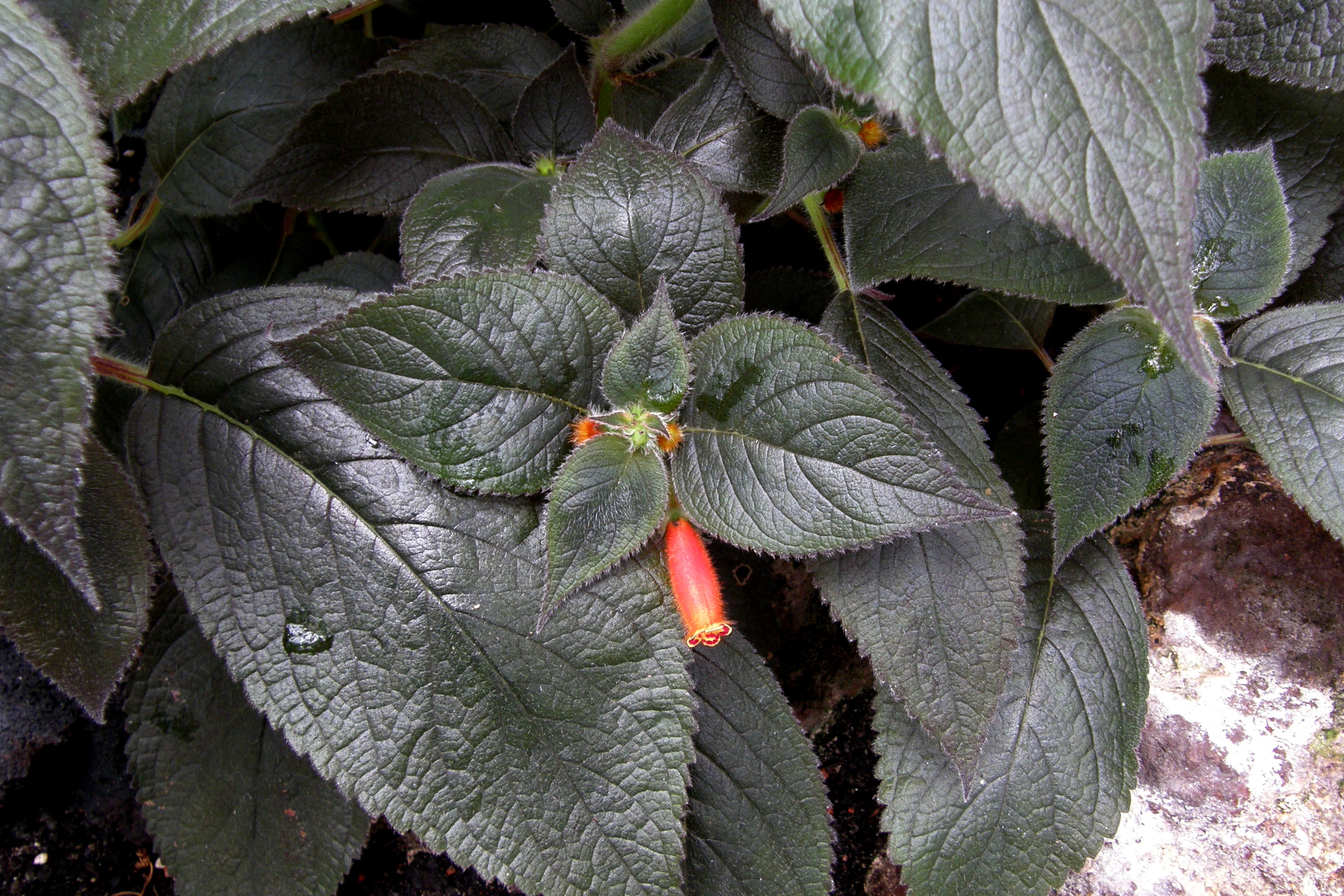
Kohleria ocellata décrite par L. Skog et L.P. Kvist.

### Source
- Biographie sur le site du Washington Biologists' Field Club (en anglais)